# Резолюция 242 на Съвета за сигурност на ООН
Резолюция 242 на Съвета за сигурност на ООН е приета единодушно на 22 ноември 1967 след Шестдневната война. Тази резолюция призовава за „изтегляне на израелските въоръжени сили от териториите, окупирани в скорошния конфликт“ в замяна на приключване на арабско-израелския конфликт. Тези „територии“ са Западния бряг, Източен Йерусалим, ивицата Газа, Синай и Голанските възвишения. В Близкия изток това е една от най-често цитираните резолюции.